# 福井県第2区
福井県第2区（ふくいけんだい2く）は、日本の衆議院議員総選挙における選挙区。1994年（平成6年）の公職選挙法改正で設置。

## 区域

### 現在の区域
2013年（平成25年）公職選挙法改正以降の区域は以下のとおりである。2013年に区割改定が施行となり、第47回総選挙より廃止となる従前の3区のほぼ全域（福井市域以外）を含み、大幅に区域が変更された。これは県政による地区区分の丹南、二州、若狭地区、あるいは市外局番0778、0770の区域と合致する。また、全域が原子力災害対策特別措置法に基づく「原子力災害対策重点区域（UPZ）」の設定を受けていることも特徴で、1区では福井市のうちごく僅かが該当するのみであることと大きく異なっている。
- 敦賀市
- 小浜市
- 鯖江市
- 越前市
- 今立郡
- 南条郡
- 丹生郡
- 三方郡
- 大飯郡
- 三方上中郡

### 2013年以前の区域
1994年（平成6年）公職選挙法改正から2013年の小選挙区改定までの区域は以下のとおりである。
- 大野市
- 勝山市
- 鯖江市
- 大野郡
- 坂井郡
- 今立郡

## 歴史
福井県は伝統的に自民党が強い保守王国であり、第41回、42回は元労働大臣の牧野隆守が、牧野が引退した第43回以降は第41回は新進党から立候補し牧野に敗れた山本拓（自民党→新進党→自民党）が選出されていた。第45回では民主党の糸川正晃が山本に約1500票差まで迫った。
第47回衆議院議員総選挙で定数削減に伴う選挙区調整で現在の区になってから山本は比例北陸信越ブロックに転出し、それ以降は旧3区から国替えした高木毅がこの区での地盤を固めつつあった。しかし、第50回衆議院議員総選挙では政治資金パーティー収入の裏金問題を受け高木が自民党の公認を得られず無所属で立候補。山本も無所属で立候補したほか、立憲民主党は旧3区を地盤としていた辻一彦の子息である辻英之を擁立。前回立憲民主党から立候補した元職の斉木武志が日本維新の会から立候補するなど与野党候補が乱立。投開票の結果、辻が当選。次点の斉木が比例復活で返り咲き、高木は3位に沈んだ。

## 小選挙区選出議員
| 選挙名                 | 年                 | 当選者   | 党派       |
| ---------------------- | ------------------ | -------- | ---------- |
| 第41回衆議院議員総選挙 | 1996年（平成8年）  | 牧野隆守 | 自由民主党 |
| 第42回衆議院議員総選挙 | 2000年（平成12年） | 牧野隆守 | 自由民主党 |
| 第43回衆議院議員総選挙 | 2003年（平成15年） | 山本拓   | 自由民主党 |
| 第44回衆議院議員総選挙 | 2005年（平成17年） | 山本拓   | 自由民主党 |
| 第45回衆議院議員総選挙 | 2009年（平成21年） | 山本拓   | 自由民主党 |
| 第46回衆議院議員総選挙 | 2012年（平成24年） | 山本拓   | 自由民主党 |
| 第47回衆議院議員総選挙 | 2014年（平成26年） | 高木毅   | 自由民主党 |
| 第48回衆議院議員総選挙 | 2017年（平成29年） | 高木毅   | 自由民主党 |
| 第49回衆議院議員総選挙 | 2021年（令和3年）  | 高木毅   | 自由民主党 |
| 第50回衆議院議員総選挙 | 2024年（令和6年）  | 辻英之   | 立憲民主党 |

## 選挙結果
時の内閣：第1次石破内閣 解散日：2024年10月9日 公示日：2024年10月15日
当日有権者数：25万5333人 最終投票率：59.95%（前回比：0.83%） （全国投票率：53.85%（2.08%））
| 当落 | 候補者名 | 年齢 | 所属党派     | 新旧 | 得票数   | 得票率 | 惜敗率 | 推薦・支持                                             | 重複 |
| ---- | -------- | ---- | ------------ | ---- | -------- | ------ | ------ | ------------------------------------------------------ | ---- |
| 当   | 辻英之   | 54   | 立憲民主党   | 新   | 54,100票 | 36.32% | ――     |                                                        | ○    |
| 比当 | 斉木武志 | 50   | 日本維新の会 | 元   | 38,749票 | 26.01% | 71.62% |                                                        | ○    |
|      | 高木毅   | 68   | 無所属       | 前   | 33,532票 | 22.51% | 61.98% | 自由民主党地域支部推薦（敦賀・武生・美浜・大飯・高浜） | ×    |
|      | 山本拓   | 72   | 無所属       | 元   | 18,656票 | 12.52% | 34.48% | 自由民主党地域支部推薦（鯖江）                         | ×    |
|      | 小柳茂臣 | 70   | 日本共産党   | 新   | 3,934票  | 2.64%  | 7.27%  |                                                        |      |

時の内閣：第1次岸田内閣 解散日：2021年10月14日 公示日：2021年10月19日
当日有権者数：26万2612人 最終投票率：59.12%（前回比：1.59%） （全国投票率：55.93%（2.25%））
| 当落 | 候補者名 | 年齢 | 所属党派   | 新旧 | 得票数   | 得票率 | 惜敗率 | 推薦・支持 | 重複 |
| ---- | -------- | ---- | ---------- | ---- | -------- | ------ | ------ | ---------- | ---- |
| 当   | 高木毅   | 65   | 自由民主党 | 前   | 81,705票 | 53.86% | ――     | 公明党推薦 | ○    |
|      | 斉木武志 | 47   | 立憲民主党 | 前   | 69,984票 | 46.14% | 85.65% |            | ○    |

時の内閣：第3次安倍第3次改造内閣 解散日：2017年9月28日 公示日：2017年10月10日
当日有権者数：26万9460人 最終投票率：57.53%（前回比：5.61%） （全国投票率：53.68%（1.02%））
| 当落 | 候補者名 | 年齢 | 所属党派   | 新旧 | 得票数   | 得票率 | 惜敗率 | 推薦・支持 | 重複 |
| ---- | -------- | ---- | ---------- | ---- | -------- | ------ | ------ | ---------- | ---- |
| 当   | 高木毅   | 61   | 自由民主党 | 前   | 80,895票 | 54.18% | ――     | 公明党推薦 | ○    |
| 比当 | 斉木武志 | 43   | 希望の党   | 元   | 55,537票 | 37.20% | 68.65% |            | ○    |
|      | 猿橋巧   | 63   | 日本共産党 | 新   | 12,873票 | 8.62%  | 15.91% |            |      |

- 斉木は第45回・第46回は静岡7区で活動

時の内閣：第2次安倍改造内閣 解散日：2014年11月21日 公示日：2014年12月2日
当日有権者数：26万6868人 最終投票率：51.92% （全国投票率：52.66%（6.66%））
| 当落 | 候補者名 | 年齢 | 所属党派   | 新旧 | 得票数   | 得票率 | 惜敗率 | 推薦・支持 | 重複 |
| ---- | -------- | ---- | ---------- | ---- | -------- | ------ | ------ | ---------- | ---- |
| 当   | 高木毅   | 58   | 自由民主党 | 前   | 83,086票 | 61.52% | ――     | 公明党推薦 | ○    |
|      | 辻一憲   | 49   | 民主党     | 新   | 42,032票 | 31.12% | 50.59% |            | ○    |
|      | 宇野邦弘 | 63   | 日本共産党 | 新   | 9,941票  | 7.36%  | 11.96% |            |      |

- 高木は第46回まで3区で当選。
- 山本は比例北陸信越ブロック単独候補として当選。
- 辻は2019年4月、福井県議会議員選挙に立候補し当選。その後、2021年9月26日死去。

時の内閣：野田第3次改造内閣 解散日：2012年11月16日 公示日：2012年12月4日 （全国投票率：59.32%（9.96%））
| 当落 | 候補者名   | 年齢 | 所属党派   | 新旧 | 得票数   | 得票率 | 惜敗率 | 推薦・支持       | 重複 |
| ---- | ---------- | ---- | ---------- | ---- | -------- | ------ | ------ | ---------------- | ---- |
| 当   | 山本拓     | 60   | 自由民主党 | 前   | 68,126票 | 52.88% | ――     | 公明党推薦       | ○    |
|      | 糸川正晃   | 37   | 民主党     | 前   | 38,354票 | 29.77% | 56.30% | 国民新党推薦     | ○    |
|      | 武田将一朗 | 42   | みんなの党 | 新   | 17,067票 | 13.25% | 25.05% | 日本維新の会推薦 | ○    |
|      | 藤岡繁樹   | 61   | 日本共産党 | 新   | 5,273票  | 4.09%  | 7.74%  |                  |      |

時の内閣：麻生内閣 解散日：2009年7月21日 公示日：2009年8月18日 （全国投票率：69.28%（1.77%））
| 当落 | 候補者名 | 年齢 | 所属党派   | 新旧 | 得票数   | 得票率 | 惜敗率 | 推薦・支持 | 重複 |
| ---- | -------- | ---- | ---------- | ---- | -------- | ------ | ------ | ---------- | ---- |
| 当   | 山本拓   | 57   | 自由民主党 | 前   | 80,033票 | 49.73% | ――     |            | ○    |
| 比当 | 糸川正晃 | 34   | 民主党     | 前   | 78,496票 | 48.78% | 98.08% |            | ○    |
|      | 河合勇樹 | 47   | 幸福実現党 | 新   | 2,403票  | 1.49%  | 3.00%  |            |      |

- 糸川は第44回は比例北陸信越ブロック単独候補として当選（国民新党）。解散後民主党に移籍。

時の内閣：第2次小泉改造内閣 解散日：2005年8月8日 公示日：2005年8月30日 （全国投票率：67.51%（7.65%））
| 当落 | 候補者名 | 年齢 | 所属党派   | 新旧 | 得票数   | 得票率 | 惜敗率 | 推薦・支持 | 重複 |
| ---- | -------- | ---- | ---------- | ---- | -------- | ------ | ------ | ---------- | ---- |
| 当   | 山本拓   | 53   | 自由民主党 | 前   | 96,245票 | 62.60% | ――     |            | ○    |
|      | 若泉征三 | 60   | 民主党     | 前   | 57,504票 | 37.40% | 59.75% |            | ○    |

- 若泉は第21回参議院議員通常選挙に立候補するも落選。第45回は比例北陸信越ブロック単独候補として当選。

時の内閣：第1次小泉第2次改造内閣 解散日：2003年10月10日 公示日：2003年10月28日 （全国投票率：59.86%（2.63%））
| 当落 | 候補者名 | 年齢 | 所属党派   | 新旧 | 得票数   | 得票率 | 惜敗率 | 推薦・支持 | 重複 |
| ---- | -------- | ---- | ---------- | ---- | -------- | ------ | ------ | ---------- | ---- |
| 当   | 山本拓   | 51   | 自由民主党 | 元   | 62,558票 | 44.07% | ――     |            | ○    |
| 比当 | 若泉征三 | 58   | 民主党     | 新   | 43,143票 | 30.40% | 68.96% |            | ○    |
|      | 平泉渉   | 73   | 無所属     | 元   | 31,120票 | 21.92% | 49.75% |            | ×    |
|      | 宇野邦弘 | 52   | 日本共産党 | 新   | 5,118票  | 3.61%  | 8.18%  |            |      |

時の内閣：第1次森内閣 解散日：2000年6月2日 公示日：2000年6月13日 （全国投票率：62.49%（2.84%））
| 当落 | 候補者名   | 年齢 | 所属党派   | 新旧 | 得票数   | 得票率 | 惜敗率 | 推薦・支持 | 重複 |
| ---- | ---------- | ---- | ---------- | ---- | -------- | ------ | ------ | ---------- | ---- |
| 当   | 牧野隆守   | 74   | 自由民主党 | 前   | 98,361票 | 68.49% | ――     |            | ○    |
|      | 京藤啓民   | 59   | 民主党     | 新   | 36,125票 | 25.15% | 36.73% |            | ○    |
|      | 野波栄一郎 | 59   | 日本共産党 | 新   | 9,126票  | 6.35%  | 9.28%  |            |      |

時の内閣：第1次橋本内閣 解散日：1996年9月27日 公示日：1996年10月8日 （全国投票率：59.65%（8.11%））
| 当落 | 候補者名 | 年齢 | 所属党派   | 新旧 | 得票数   | 得票率 | 惜敗率 | 推薦・支持 | 重複 |
| ---- | -------- | ---- | ---------- | ---- | -------- | ------ | ------ | ---------- | ---- |
| 当   | 牧野隆守 | 70   | 自由民主党 | 元   | 79,222票 | 52.35% | ――     |            | ○    |
|      | 山本拓   | 44   | 新進党     | 前   | 65,024票 | 42.97% | 82.08% |            |      |
|      | 宇野邦弘 | 44   | 日本共産党 | 新   | 7,078票  | 4.68%  | 8.93%  |            |      |

- 山本はこの後福井県知事選に立候補し、落選。その後自民党に復党。